# Raytheon-Bofors Excalibur
För andra betydelser, se Raytheon (olika betydelser).

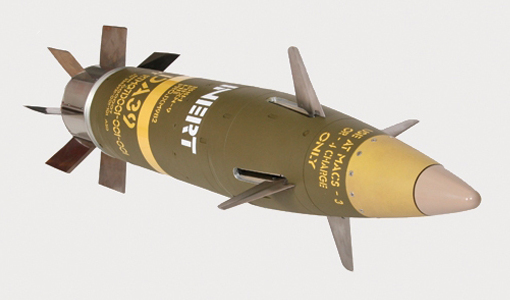
XM982 Excalibur

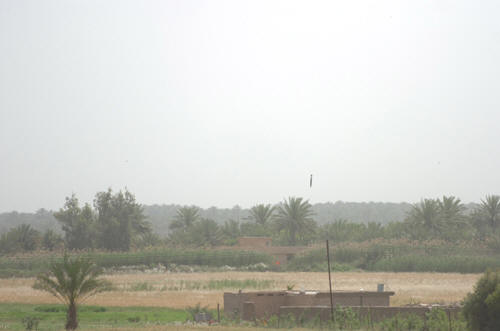
En Excalibur-granat i Irak 2007.

Raytheon-Bofors Excalibur, även känd under dess amerikanska beteckning M982/XM982, är en 155 mm kaliber banstyrd artillerigranat utvecklad av amerikanska Raytheon Missile Systems (förkortat RMS, idag del av Raytheon Missiles & Defense) och svenska Bofors Defence (idag BAE Systems Bofors AB). Från och med september 2015 hade nästan 770 Excalibur-granater skjutits i strid. Versioner som lägger till laserstyrningskapacitet och är avsedda att avfyras från sjövapen är under utveckling.

## Inledning
Raytheon har svarat för den navigerande delen, medan Bofors ansvarat för flygkroppen, verkansdelen och basen samt den ballistiska förmågan. Granaten är precisionsstyrd och styrs mot sitt mål med hjälp av GPS. Granaten avfyras i en hög vinkel och glider från hög höjd mot målet. Den kan bära flera typer av stridsspetsar och har en räckvidd på ca 50 km.
Den finns i bruk sedan år 2006. 25 februari 2008 använde USA:s armé den för första gången i Afghanistan. Granaten har fått utmärkelsen "Top 10 Inventions of 2007" av USA:s armé.

## Teknik
Granaten avlossas vanligen med en haubits och flyger mycket högt, maximalt till ungefär 15 000 meter, och på denna höjd fälls sedan vingarna ut och granaten börjar glidflyga mot målet. Den sista biten faller granaten nästan lodrätt, vilket optimerar sprängverkan och precision 

## Specifikationer
- Kaliber: 155 mm
- Målsökning: GPS samt tröghetsnavigering
- Räckvidd: 50 km